# Міст Мірабо (поезія)
Міст Мірабо (фр. Le pont Mirabeau) — вірш, який належить перу Гійома Аполлінера, написаний ним у 1912 році. Вірш увійшов до збірки «Алкоголі. Вірші 1898 — 1913». Його тема — кохання, що минає, спливає з життя героя. Українською вірш перекладали Ірина Стешенко та Микола Лукаш.

## Історія написання
Поезія присвячена Марі Лорансен, із якою поет познайомився у 1907 році, їй було двадцять два роки, йому — двадцять сім. Марі — художниця, трохи писала вірші. А він тільки шукав свій шлях у літературі. Позаду лишилися нещасливе кохання до англійки Анні Плейден і виснажлива праця в столичних журналах. Гійом Аполлінер і Марі Лорансен любили одне одного протягом п'яти років — років, які, за словами митця, «можливо, були найважливішими» для нього. Однак їм не судилося бути разом усе життя. Сум розлуки втілений у вірші «Міст Мірабо», що увібрав у себе не тільки пам'ять про інших коханих Аполлінера, а й роздуми про саме життя, про плин часу, про те, що все минає в цьому світі. Марі Лорансен теж написала вірш з приводу розлуки з Аполлінером.

## Характеристика
Міст Мірабо для багатьох поколінь французів — символ вічної історії взаємин чоловіка і жінки, чимало зізнань у коханні чула ріка і котила свої хвилі далі. У невпинному русі ріки почуттів — запорука розвитку життя. Автор утверджує цінність внутрішніх переживань особистості, мінливих, але прекрасних. Душа ліричного героя цього твору ніби відділяється у своїй журбі від свого носія і летить за водою, а серце б'ється в унісон з усім світом:
|                          | Любов сплива як та вода бігуча Любов сплива Життя хода тягуча Надія ж невгамовано жагуча Хай б'є годинник ніч настає Минають дні а я ще є Оригінальний текст (фр.) L'amour s'en va comme cette eau courante L'amour s'en va Comme la vie est lente Et comme l'Espérance est violente Vienne la nuit sonne l'heure Les jours s'en vont je demeure |
| — переклад Миколи Лукаша | |

### Образна система
У вірші «Міст Мірабо» поет пише про кохання, що минає. Тисячі закоханих стояли на мосту Мірабо і дивилися на плин Сени, та для кожної людини кохання неповторне, як неповторне воно для ліричного героя вірша Аполлінера. Сум від втраченої любові викликає в нього роздуми про час і про життя взагалі. Тому можна зазначити, що автор не обмежується темою кохання. У творі порушуються філософські проблеми: життя і смерті, тлінності і вічності, існування особистості.
Одним із центральних є образ Сени, що невпинно котить свої хвилі. Це уособлення життя і часу, в якому, зрештою, все минає — і надії, і кохання, і розчарування. Категорія часу знаходить вираження і в інших образах твору — годинника, зміни дня й ночі.

### Художні засоби
Ліричний герой сприймає життя як поєднання різних начал, тому вірш побудований на антитезах, майстерно відтворених перекладачем:

| «журба і втіха крутнява шалена»[1] |
| «вода бігуча — життя хода тягуча»[1] |
| «любов сплива — надія ж невгамовно, жагуча»[1] |
| «минають дні а я ще є»[1] |
Основний художній прийом, який застосовує поет, — психологічний і синтаксичний паралелізм:

| «Любов сплива як та вода бігуча…»[1] |
Почуття людини порівнюються з природними явищами (ріка, ніч, рух, день тощо).
Попри елегійну тональність вірша, твір не є песимістичним. Це підкреслюється у рефрені:

| Хай б'є годинник ніч настає Минають дні а я ще є[1] |
Усе минає в цьому світі, та якщо залишається людина, якщо вона живе, то є й очікування нового дня і нових почуттів. На противагу швидкоплинному, автор утверджує вічне — життя і цінність людського «я». Міст Мірабо — сталий образ, що не змінюється на відміну від інших, плинних образів цього вірша. Його можна сприймати і як символ кохання (бо це улюблене місце зустрічі закоханих у Парижі), однак він є ще й узагальненим символом вічного, нетлінного, непідвладного часу.

### Новаторство поета
Зображувальні засоби вірша підкорені виявленню її думки — життя триває, лине, змінюється. Аполлінер вживає велику кількість дієслів, що передають рух, а саме зміну станів. А от форма вірша — старовинна пісня ткаль, яку співали сотні років дівчата. Це поєднання руху і сталості наче утворює місток між вічністю і теперішнім, дарує надію на майбутнє.
Гійом Аполлінер заклав підвалини нового сюрреалістичного мистецтва. У його творах реальність зображується у своєрідному синтезі, нерозривному зв'язку і взаємовпливу внутрішнього світу людини й реальності, а почуття передаються через ознаки буття.
Автор відмовляється від пунктуації, вважаючи важливішою за неї мелодію вірша, що створюється завдяки ритму, алітераціям, асонансам, паузам. У вірші немовби співає сама душа, яка не знає жодних розділових знаків у нескінченному вирі подій і почуттів.

## Вплив
«Міст Мірабо» став своєрідною візитною карткою любовної лірики XX ст. Це — щемливий твір про кохання, що без вороття спливає, немов води річки Сени, і про надію, яка, попри сум і розчарування, залишається «невгамовно жагучою». Але і в цьому шедеврі світової інтимної лірики Аполлінером залишився поетом великого міста — улюбленого Парижа. Лірична сповідь героя розгортається на тлі урбаністичного пейзажу й обертається навколо своєрідних емблем столиці Франції — річки Сени та мосту Мірабо. Ці образи, зберігаючи свою конкретність, увиразнюють ідею єдності плинності буття (річка) й непорушності його духовних опор (міст).
Аполлінер, спираючись на нові естетичні засади, повернув у поезію реально-чуттєве начало. Ліричний герой творів поета сприймає світ через образ дитини урбаністичної цивілізації. Реальність зображується у своєрідному синтезі, нерозривному зв'язку і взаємовпливі внутрішнього світу людини і реальності.